# Siliziumtombak
Siliziumtombak (auch Siliciumtombak, Silicon Tombac, Olkusil) ist eine Legierung, bestehend aus Kupfer (Hauptbestandteil, 80 %), Zink (16 %) und Silizium (4 %). Die Bezeichnung nach EN 1982 lautet CuZn16Si4-C.

## Eigenschaften
| Schmelzbereich            | 950…1000 °C |
| Zugfestigkeit Rm          | 500 N/mm²   |
| Dehngrenze Rp 0,2 %       | 300 N/mm²   |
| Härte HB                  | 130         |
| Dichte                    | 8,3 kg/dm³  |
| Bruchdehnung A            | 8 %         |
| Elektrische Leitfähigkeit | 3 MS/m      |

Der Siliziumanteil führt zu einer Verfestigung des Gefüges. Das äußere Erscheinungsbild ist dem von Messing ähnlich. Siliziumtombak ist nicht beständig gegen Ammoniak, hat aber gute Gleitlagereigenschaften und ist korrosionsbeständig. Siliziumtombak ist ein Sondermessing, also eine Mehrstofflegierung auf der Basis von Kupfer und Zink, welches im Vergleich zu Messing durch gute Gießbarkeit und erhöhte Festigkeit gekennzeichnet ist. Die Festigkeitseigenschaften bleiben auch bei Temperaturen bis 200 °C weitgehend erhalten. Gegenüber vielen Eisengusswerkstoffen erweist sich die nahezu konstante Zähigkeit mit einer leicht ansteigenden Festigkeit bei tiefen Temperaturen bis −200 °C als vorteilhaft.

## Verwendung
Siliziumtombak wird als Konstruktionswerkstoff überall dort eingesetzt, wo im Zusammenhang mit der Dimensionierung mechanisch belasteter Konstruktionsteile eine hohe Festigkeit gefordert wird. Die Herstellung erfolgt durch Schwerkraftgießen (siehe auch: Kokillengießverfahren) oder im Druckgussverfahren. Der Schwermetallguss konkurriert somit mit dem Stahlfeinguss (siehe auch: Wachsausschmelzverfahren).

## Metallurgie
Silizium beeinflusst die Cu-Zn-Legierung sehr stark. Silizium schränkt die Löslichkeit von Zink in Kupfer im α-Bereich ein. Im α-Messing kann bis zu 4 % Silizium im Mischkristall gelöst sein. Mit zunehmendem Zinkgehalt nimmt die Löslichkeit des Silizium im α-Mischkristall ab. Bei der Legierung CuZn16Si4-C ist die Höchstmenge an Silizium bei möglichst hohem Zink-Gehalt zulegiert worden. Daher ist die schnelle Abkühlungsgeschwindigkeit von Druck- und Kokillenguss bedeutsam. Die α-Phase kristallisiert an Silizium übersättigt. Dieser Effekt hat praktische Bedeutung: Die bei Kokillen- und Druckguss im Vergleich mit Sandguss höheren mechanischen Werte sind mit der Übersättigung des primären, nicht zerfallenen α-Mischkristalls zu erklären.